# Нери Терзиева
Нериман (Нери) Юлиева Терзиева-Тодорова е българска журналистка от турски произход.

## Биография
Родена е във Велинград. Завършва Факултета по журналистика и масова комуникация на Софийския университет, специалност „Телевизионна журналистика“.
Между 1975 и 1989 година работи като репортерка и водеща в Пловдивския телевизионен център, а от 1990 до 1993 година е продуцентка и водеща на новинарската емисия „По света и у нас“ в екип с Асен Агов и програмен директор в Българската национална телевизия. Терзиева е репортерка и авторка в популярното икономическо предаване на Българската телевизия „За един милиард“, подготвяно от екипа на Телевизионен център Пловдив. Основателка е и директор на „Ефир 2“.
В периода 1996 – 2002 година Нери Терзиева заема длъжността прессекретар на президента Петър Стоянов.
Чете лекции по медиазнание и връзки с обществеността в Пловдивския университет, а в Софийския университет – новинарство в катедра „Европеистика“ на Философския факултет. Също така е и в настоятелството на „Отворено общество“.
Терзиева е авторка на сценария на филма „Откраднати очи“ посветен на Възродителния процес в България.
От 2002 година Нери Терзиева заема поста директор публични комуникации в „Овергаз Инк“, а от 2015 година до 2017 година ръководи телевизия BiT.
Нери Терзиева умира през нощта на 1 срещу 2 юни 2022 година от диабет.

## Почит
На 7 юли 2022 г. Нери Терзиева е удостоена посмъртно със званието „Почетен гражданин на Пловдив“.